# Dan Albert
Pour les articles homonymes, voir Albert.
Dan Albert est un acteur américain, né le 23 juillet 1891 à Nashville, Tennessee aux États-Unis et mort dans sa ville natale le 28 mai 1919.

## Filmographie partielle
- 1914 : Charlot fait du cinéma (A Film Johnny) de George Nichols
- 1914 : Charlot garçon de café (Caught in a Cabaret) de Mabel Normand
- 1914 : Charlot et Fatty dans le ring (The Knockout) de Charles Avery
- 1914 : Charlot grande coquette (The Masquerader) de Charlie Chaplin
- 1914 : Charlot garde-malade (His New Profession) de Charlie Chaplin
- 1914 : Le Roman comique de Charlot et Lolotte (Tillie's Punctured Romance) de Mack Sennett
- 1915 : Le Sous-marin pirate (A Submarine Pirate) de Charles Avery et Syd Chaplin
- 1918 : Fatty à la clinique (Good Night, Nurse) de Roscoe Arbuckle